# Daijirō Takakuwa
Daijirō Takakuwa (jap. 高桑大二朗 Takakuwa Daijirō; ur. 10 sierpnia 1973 roku w Tokio) - japoński piłkarz, reprezentant kraju.

## Kariera klubowa
Od 1992 do 2009 roku występował w klubach: Yokohama F. Marinos, Kashima Antlers, Tokyo Verdy, Vegalta Sendai i Tokushima Vortis.

## Kariera reprezentacyjna
W reprezentacji Japonii zadebiutował w 2000.

## Statystyki
| Reprezentacja Japonii | Reprezentacja Japonii | Reprezentacja Japonii |
| Rok                   | Mecze                 | Gole                  |
| --------------------- | --------------------- | --------------------- |
| 2000                  | 1                     | 0                     |
| Razem                 | 1                     | 0                     |

## Osiągnięcia
- Puchar Azji: 2000
- J-League: 1995, 1996, 1998, 2000, 2001
- Puchar Cesarza: 1997, 2000
- Puchar J-League: 1997, 2000